# Damián Reca
 Damián Miguel Reca (1894 - 4 mai 1937 à Buenos Aires en Argentine) était un maître d'échecs argentin.
Il a remporté le championnat d'Argentine d'échecs en 1921, 1923, 1924 et 1925.

## Palmarès lors des championnats d'Argentine d'échecs
En 1921, il remporte le premier championnat d'Argentine d'échecs à Buenos Aires, en battant Benito Villegas lors d'un match pour le titre. L'année suivante, Damian Reca termine deuxième ex aequo lors de la seconde édition du championnat argentin, à Buenos Aires, en 1922 (c'est Benito Villegas qui s'impose). L'année d'après, il est couronné champion à la suite d'un match remporté contre Benito Villegas (5 à 3). En 1924 et 1925, il a été déclaré champion sans match officiel (il perd un match contre Richard Réti, sur le score de 0.5 à 2,5, à Buenos Aires, en 1924), et remporte un match non-officiel contre Julio Lynch (5.5 à  2.5), en 1925. 
En 1926, lors du championnat d'Argentine d'échecs, il perd un match pour le titre face à Grau (3 à 5). L'année suivante, il gagne à Buenos Aires, mais ne remporte pas le titre parce qu'il refuse de jouer contre Grau. 

## Palmarès lors des tournois internationaux
Damian Reca termine à la septième place lors du premier tournoi sud-américain (Torneo Sudamericano) à Montevideo. Son compatriote Roberto Grau s'y impose. Il participe ensuite au deuxième tournoi sud-américain, en 1925, et termine dauphin du vainqueur, Luis Palau,
Lors des premières olympiades d'échecs officieuses à Paris, en 1924, Damian Reca termine en 8e position. Il a enfin représenté l'Argentine lors de la 2e Olympiade d'Échecs à La Haye, en 1928 (4 victoires, 4 matchs nuls, 5 défaites).